# Шипилов, Антон Владимирович
Антон Владимирович Шипилов (7 марта 1973, Воронеж, СССР) — советский и российский футболист, играл на позиции полузащитника, ныне — тренер.

## Карьера

### Клубная
Футболом начал заниматься в воронежской ДЮСШ-15 в 7 лет, первый тренер — Валерий Нененко. Профессиональную карьеру начал в 1990 году в клубе «Химик» Семилуки. В начале 1991 года перешёл в «Буран», однако уже через полгода перебрался в «Факел». 29 марта 1992 года дебютировал в высшей лиге за «Факел» в домашнем матче 1-го тура против «Уралмаша». 2 апреля 1992 года в домашнем матче 2-го тура против клуба «Динамо-Газовик», забив единственный гол в игре, стал автором первого мяча «Факела» в чемпионатах России. За Факел играл вплоть до 1997 года. В сезонах 1998 и 1999 годов был в заявке клуба, однако участия в матчах не принимал.

### Тренерская
Тренерскую карьеру начинал в ДЮСШ Станкостроительного завода, затем работал в воронежских спортивных школах «Динамо» и ФЦШ-73. Под его руководством команда ФЦШ-73 стала победителем проходившего в 2008 году в Ижевске финального турнира первенства России по футболу среди юношеских команд 1991 года рождения нелюбительских клубов второго дивизиона. С ноября 2009 года по декабрь 2012 года был главным тренером «Факела-2». С 9 февраля 2013 он был назначен помощником главного тренера лискинского «Локомотива». В конце августа 2016 года Шипилов вошёл в тренерский штаб россошанского «Спартака», в 2018 году покинул клуб.